# Leichtathletik-Weltmeisterschaften 1999/4 × 100 m der Frauen
Die 4-mal-100-Meter-Staffel der Frauen bei den Leichtathletik-Weltmeisterschaften 1999 wurde am 28. und 29. August 1999 im Olympiastadion der spanischen Stadt Sevilla ausgetragen.
Weltmeister wurde Bahamas in der Besetzung Savatheda Fynes, Chandra Sturrup, Pauline Davis-Thompson und Debbie Ferguson (Finale) sowie der im Vorlauf außerdem eingesetzten Eldece Clarke-Lewis.

Den zweiten Platz belegte Frankreich mit Patricia Girard (Finale), Muriel Hurtis, Katia Benth und Christine Arron sowie der im Vorlauf außerdem eingesetzten Fabé Dia.

Bronze ging an Jamaika (Aleen Bailey, Merlene Frazer, Beverly McDonald, Peta-Gaye Dowdie).
Auch die nur im Vorlauf eingesetzten Läuferinnen erhielten entsprechendes Edelmetall. Rekorde und Bestleistungen standen dagegen nur den tatsächlich laufenden Athletinnen zu.

## Bestehende Rekorde
| Weltrekord | 41,37 s | DDR (Silke Gladisch, Sabine Rieger, Ingrid Auerswald, Marlies Göhr) | Canberra, Australien           | 6. Oktober 1985 |
| WM-Rekord  | 41,47 s | USA (Chryste Gaines, Marion Jones, Inger Miller, Gail Devers)       | WM 1997 in Athen, Griechenland | 9. August 1997  |

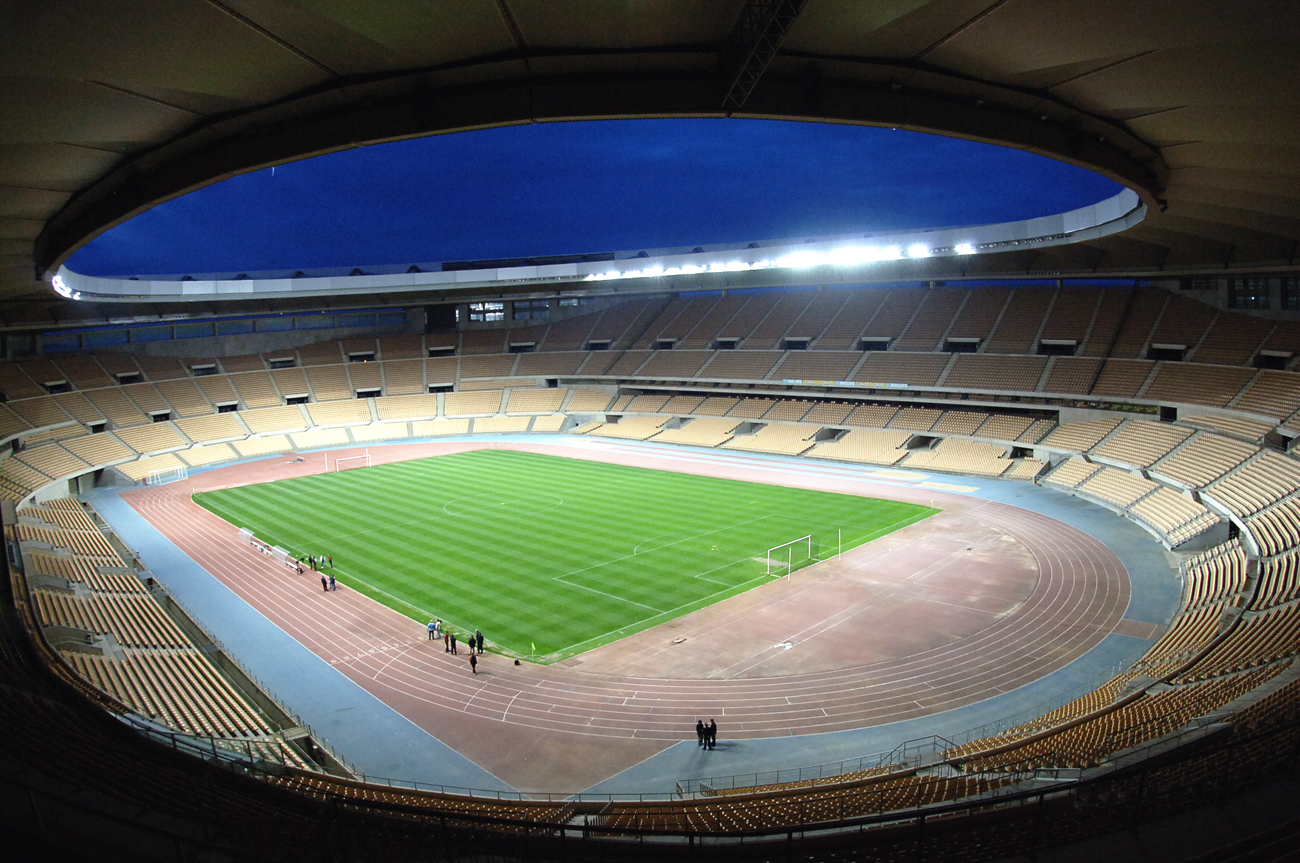
Das Olympiastadion von Sevilla im Jahr 2011

Der bestehende WM-Rekord wurde bei diesen Weltmeisterschaften nicht eingestellt und nicht verbessert.
Zweimal wurde die bestehende Weltjahresbestleistung verbessert und es gab einen neuen Landesrekord:
- Weltjahresbestleistungen:
  - 42,28 s – USA (Cheryl Taplin, Nanceen Perry, Inger Miller, Gail Devers), 1. Vorlauf am 28. August
  - 41,92 s – Bahamas (Chandra Sturrup, Pauline Davis-Thompson, Debbie Ferguson), Finale am 29. August
- Landesrekord:
  - 42,28 s – Frankreich (Patricia Girard, Muriel Hurtis, Katia Benth, Christine Arron), Finale am 29. August

## Vorrunde
Die Vorrunde wurde in drei Läufen durchgeführt. Die ersten beiden Staffeln pro Lauf – hellblau unterlegt – sowie die darüber hinaus zwei zeitschnellsten Teams – hellgrün unterlegt – qualifizierten sich für das Finale.

### Vorlauf 1
28. August 1999, 22:20 Uhr
| Platz | Staffel        | Besetzung                                                                  | Zeit (s) |
| ----- | -------------- | -------------------------------------------------------------------------- | -------- |
| 1     | USA            | Cheryl Taplin Nanceen Perry Inger Miller Gail Devers                       | 42,28 WL |
| 2     | Jamaika        | Aleen Bailey Merlene Frazer Beverly McDonald Peta-Gaye Dowdie              | 42,36    |
| 3     | Großbritannien | Marcia Richardson Shani Anderson Christine Bloomfield Joice Maduaka        | 43,31    |
| 4     | Finnland       | Petra Söderström Sanna Kyllönen Johanna Manninen Heidi Hannula             | 43,86    |
| 5     | Südafrika      | Charlene Lawrence Heide Seyerling Leanie van der Walt Wendy Hartman        | 44,35    |
| 6     | Griechenland   | Paraskevi Patoulidou Katerína Kóffa Marina Vasarmidou Ekaterini Thanou     | 44,68    |
| 7     | Kamerun        | Esther Mvondo Myriam Léonie Mani Anne Marie Mouri-Nkeng Edwige Abena Fouda | 45,37    |

### Vorlauf 2
28. August 1999, 22:28 Uhr
| Platz | Staffel     | Besetzung                                                                            | Zeit (s)                        |
| ----- | ----------- | ------------------------------------------------------------------------------------ | ------------------------------- |
| 1     | Bahamas     | Eldece Clarke-Lewis (Vorlauf) Chandra Sturrup Pauline Davis-Thompson Savatheda Fynes | 42,40                           |
| 2     | Deutschland | Andrea Philipp Gabi Rockmeier Esther Möller Marion Wagner                            | 42,74                           |
| 3     | Kanada      | Angela Bailey Philomena Mensah Tarama Perry Martha Adusei                            | 43,27                           |
| 4     | Spanien     | Carmen Blay Julia Alba Iglesias Arantxa Cristina Sanz                                | 45,14                           |
| DNF   | Russland    | Natalja Ignatowa Oxana Ekk Irina Chabarowa Marina Trandenkowa                        |                                 |
| DSQ   | Puerto Rico | Heysha Ortiz Jennifer Caraballo Zuleika Almodovar Jessenia Rivera                    | IAAF Rule 163.3b Bahnübertreten |

### Vorlauf 3
28. August 1999, 22:36 Uhr
| Platz | Staffel    | Besetzung                                                                                    | Zeit (s)                      |
| ----- | ---------- | -------------------------------------------------------------------------------------------- | ----------------------------- |
| 1     | Frankreich | Fabé Dia (Vorlauf) Katia Benth Muriel Hurtis Christine Arron                                 | 42,30                         |
| 2     | Polen      | Marzena Pawlak (Vorlauf) Joanna Nielacna Monika Borejza Zuzanna Radecka                      | 43,73                         |
| 3     | Ukraine    | Iryna Pucha Anschela Krawtschenko Oksana Guskova Anzhelika Shevchuk                          | 43,80                         |
| 4     | Madagaskar | Lantoniaina Ramalalanirina Ony Paule Ratsimbazafy Rosa Rakotozafy Hanitriniaina Rakotondrabé | 44,36                         |
| 5     | Japan      | Toshie Kitada Motoka Arai Kaori Sakagami Yvonne Kanazawa                                     | 44,80                         |
| DSQ   | Nigeria    | Glory Alozie Joan Uduak Ekah Mercy Nku Endurance Ojokolo                                     | IAAF Rule 170.7 Wechselfehler |

## Finale
29. August 1999, 19:30 Uhr
| Platz | Staffel        | Besetzung | Zeit (s) |
| ----- | -------------- | --- | -------- |
| 1     | Bahamas        | Savatheda Fynes Chandra Sturrup Pauline Davis-Thompson Debbie Ferguson (Finale) im Vorlauf außerdem: Eldece Clarke-Lewis | 41,92 WL |
| 2     | Frankreich     | Patricia Girard (Finale) Muriel Hurtis Katia Benth Christine Arron im Vorlauf außerdem: Fabé Dia                         | 42,06 NR |
| 3     | Jamaika        | Aleen Bailey Merlene Frazer Beverly McDonald Peta-Gaye Dowdie                                                            | 42,15    |
| 4     | USA            | Cheryl Taplin Nanceen Perry Inger Miller Gail Devers                                                                     | 42,30    |
| 5     | Deutschland    | Andrea Philipp Gabi Rockmeier Esther Möller Marion Wagner                                                                | 42,63    |
| 6     | Kanada         | Angela Bailey Philomena Mensah Tarama Perry Martha Adusei                                                                | 43,39    |
| 7     | Polen          | Zuzanna Radecka Irena Sznajder (Finale) Monika Borejza Joanna Nielacna im Vorlauf außerdem: Marzena Pawlak               | 43,51    |
| 8     | Großbritannien | Marcia Richardson Shani Anderson Christine Bloomfield Joice Maduaka                                                      | 43,52    |

## Video
- Women's 4x100m Relay Final - 1999 IAAF World Athletics Championships auf youtube.com, abgerufen am 27. Juli 2020